# Agriculture en Mongolie
L'agriculture en Mongolie  est un secteur économique important de la république de Mongolie, située en Asie centrale. Son agriculture représente environ 15 % du PIB et couvre la majeure partie des besoins alimentaires de la population.

## Histoire
L'agriculture en Mongolie est en permanente croissance. Après son autonomisation sous tutelle soviétique, la Mongolie prend en main sa propre histoire, sa tradition et sa culture tout en intégrant à partir des années 1990 le marché économique mondial. En 1996, la Mongolie fut soutenue par la FIDA pour développer le secteur agricole par la population rurale. La saison de croissance des cultures n'est que 90 jours, et l'imprévisibilité des conditions météorologiques s'est accrue. Cette situation a des répercussions sur la production agricole et des conséquences sur la diversité alimentaire et la nutrition, ainsi des experts d'autres pays comme la Chine donnent des formations soutenues aux agriculteurs. La coopération franco-mongole soutient la Mongolie dans son développement sur le plan agricole, notamment dans le secteur de l'élevage. Les céréales cultivées en Mongolie sont : le riz, le maïs et le blé sans oublier les légumes comme la laitue.